# آيس دبليو إم

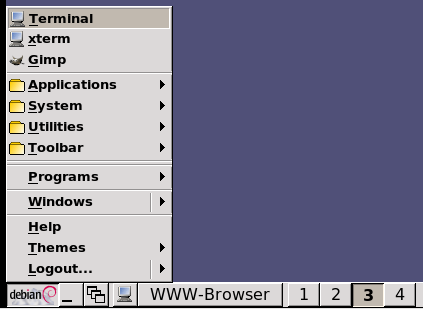
قائمة ابدأ في ايس دبليو ام, تشبه تلك الموجودة في ويندوز 95

ايس دبليو ام (بالإنجليزية: IceWM) مدير نوافذ لنظام النافذة اكس الذي يوفر بنية تحتية لتشغيل الواجهة الرسومية, قام بكتابته من الصفر ماركو ماتشيك بلغة البرمجة السي++., واصدره تحت بنود رخصة جنو العمومية الصغرى. انه حفيف نسبيا من حيث استهلاكه للذاكرة والمعالج, وياتي مع مجموعة ثيمات شبيهة بواجهة المستخدم الرسومية في ويندوز 95، أو إس/2, Motif, وغيرها من واجهات المستخدم الرسومية. يمكن تكوين ايس دبليو ام من ملفات نصية عادية مخرنة في دليل المنزل الخاص بالمستخدم, مما يجعل من السهل تخصيص ونسخ الإعدادات.

## معرض صور

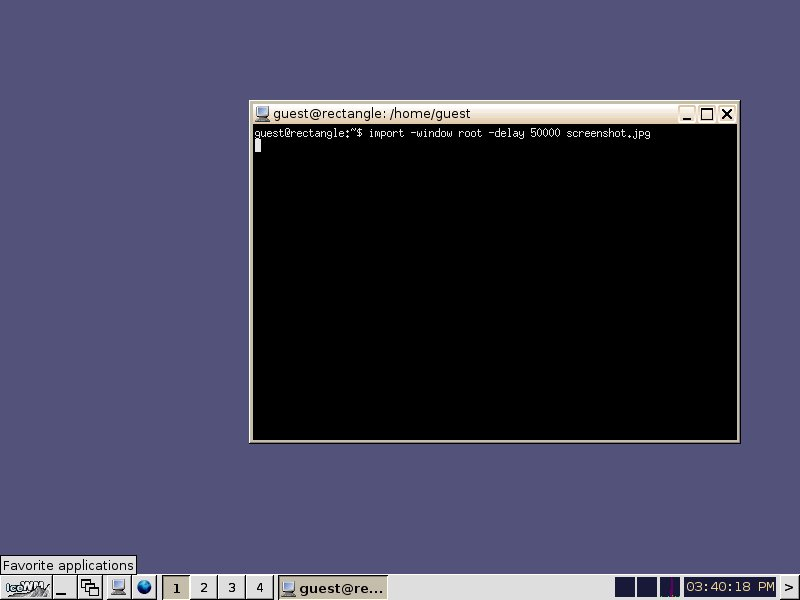
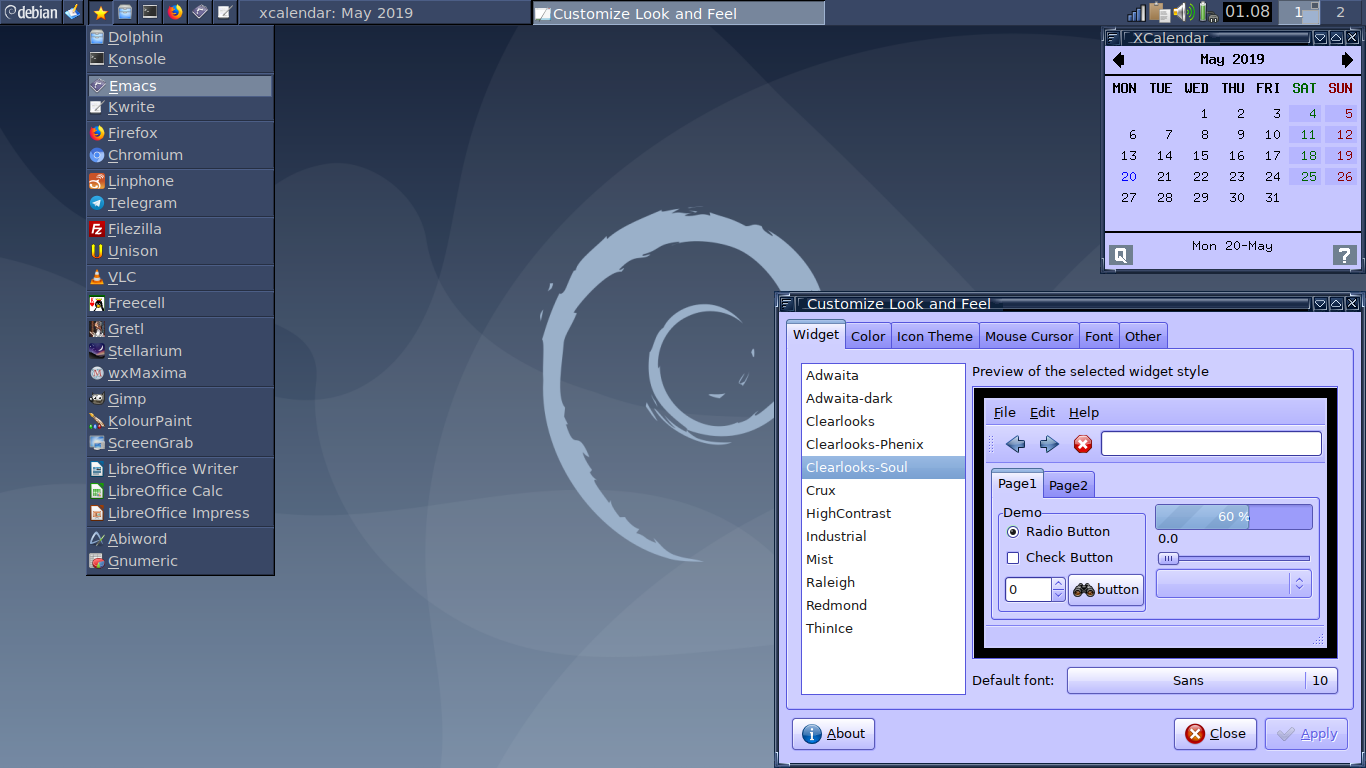